# 給料日
給料日（きゅうりょうび、英語: Payday（ペイデイ、ペイデー））とは、雇用主が従業員に給料を支払う日のこと。何日に一度支払うかによって日払い、週払い、月払いなどの種類があり、日本の月払いでは下1桁が5、0の日または月末のことが多い。